# Calanchi Vallacchione di Lucito
Calanchi Vallacchione di Lucito este o arie protejată (arie specială de conservare — SAC, sit de importanță comunitară — SCI) din Italia întinsă pe o suprafață de 218 ha, integral pe uscat.

## Localizare
Centrul sitului Calanchi Vallacchione di Lucito este situat la coordonatele 41°43′19″N 14°40′20″E / 41.721944°N 14.672222°E.

## Înființare
Situl Calanchi Vallacchione di Lucito a fost declarat sit de importanță comunitară în septembrie 1995 pentru a proteja un număr necunoscut de specii din flora spontană și fauna sălbatică aflate în arealul zonei. Situl a fost protejat și ca arie specială de conservare în martie 2017.

## Biodiversitate
Situată în ecoregiunea mediteraneană, aria protejată conține 2 habitate naturale: Tufărișuri halo-nitrofile (Pegano-Salsoletea), Pseudostepă cu ierburi și specii anuale de Thero-Brachypodietea.
La baza desemnării sitului se află un număr nedeclarat de specii protejate.
Pe lângă speciile protejate, pe teritoriul sitului au mai fost identificate 8 specii de plante, 1 specie de nevertebrate.